# یواس‌اس ترنر (دی‌دی-۲۵۹)
یواس‌اس ترنر (دی‌دی-۲۵۹) (به انگلیسی: USS Turner (DD-259)) یک کشتی است که طول آن 314 feet 4 inches (95.81 m) می‌باشد. این کشتی در سال ۱۹۱۹ ساخته شد.